# Ньягчука
Ньягчу́ка (тиб. ཉག་ཆུ་ཁ།, Вайли: nyag chu kha, тиб. пиньинь: Nyagchukha) или Яцзя́н (кит. упр. 雅江, пиньинь Yǎjiāng, палл. Яцзян) — уезд Гардзе-Тибетского автономного округа провинции Сычуань (КНР). Правление уезда размещается в посёлке Хэкоу. Уезд назван в честь реки Ялунцзян (по-тибетски — Ньягчука).

## История
Уезд был образован в 1911 году под названием Хэкоу (河口县), в 1914 году получил современное название. В 1936 году через уезд прошла Красная армия Китая, совершавшая Великий поход.
В 1939 году была создана провинция Сикан и уезд вошёл в её состав.
В апреле 1950 года в составе провинции Сикан был образован Специальный район Кандин (康定专区), и уезд вошёл в его состав; в декабре 1950 года Специальный район Кандин был переименован в Тибетский автономный район провинции Сикан (西康省藏族自治区). В 1955 году провинция Сикан была расформирована, и район был передан в состав провинции Сычуань; так как в провинции Сычуань уже имелся Тибетский автономный район, то бывший Тибетский автономный район провинции Сикан сменил название на Гардзе-Тибетский автономный округ.

## Административное деление
Уезд делится на 1 посёлок и 16 волостей.

## Экономика
Активно развиваются гидроэнергетика (ГЭС Лянхэкоу) и солнечная энергетика (СЭС Кэла); крупнейшим инвестором является компания Yalong Hydro. Имеются значительные запасы литиевых руд.